# 太阳星虫
太阳星虫（学名：Heliaster hexagonium）为星球虫科太阳星虫属的动物。分布于地中海以及西沙群岛等。